# Pêssanka

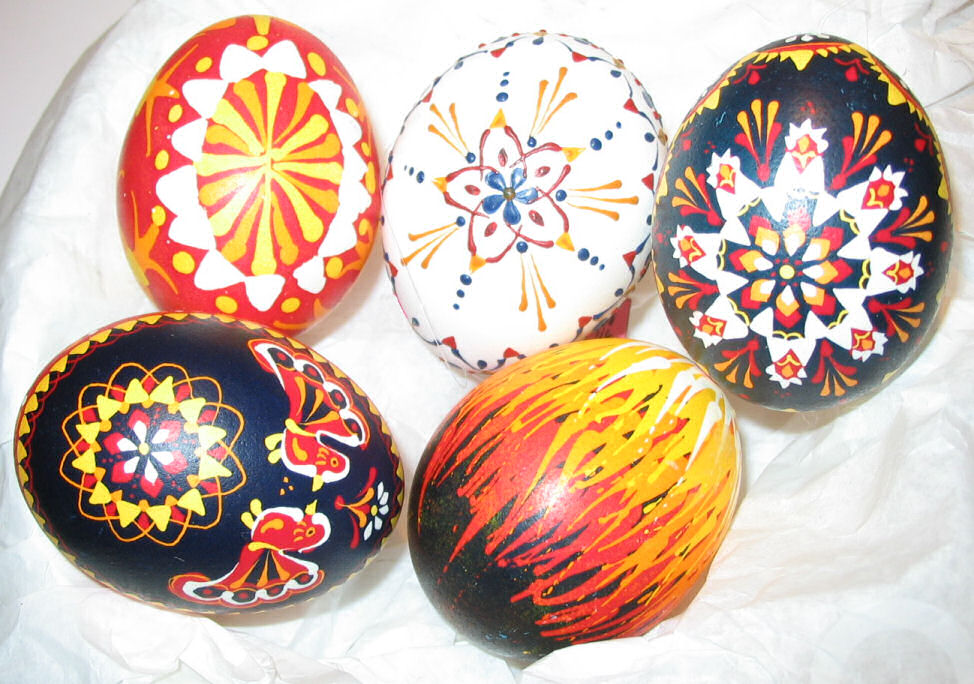
Pêssanka ou Pysanka - ovos de Páscoa pintados - tradição ucraniana.

Pêssanka ou Pysanka, é um ovo colorido à mão, de origem e tradição eslava. Sua denominação derivado do verbo pysaty (escrever) e simboliza a vida, a saúde e a prosperidade.
Esta arte tradicional dos ucranianos data de épocas muito antigas, quando eles eram preparados para presentear as divindades no início da primavera. Com a chegada do Cristianismo ele passou a simbolizar a Páscoa e a Ressurreição de Cristo.
Durante o regime comunista e ateísta as pêssankas foram proibidas no país, mas continuaram a ser produzidas longe das grandes cidades. No Brasil, assim como em outros países que há descendentes de ucranianos são produzidos na época da páscoa. Depois da independência da Ucrânia em 1991 elas voltaram a serem produzidas.